# Lomaniga
Lomaniga (Lumanìga in dialetto brianzolo) è una frazione del comune di Missaglia, in provincia di Lecco, posta a sudest del centro abitato, sulla strada provinciale verso Montevecchia.

## Territorio
La frazione di Lomaniga è formata da un villaggio principale, dove vive la maggior parte degli abitanti, e da alcune località isolate in cui si trovano principalmente vecchie cascine (come Cascina Palazzina, Cascina Albareda e Cascina Oliva).
Nella parte alta di Lomaniga si trova Villa Carozzi, una grande villa che tra il XIX ed il XX secolo era utilizzata come residenza estiva da una ricca famiglia milanese. 
Nel mese di ottobre, a Lomaniga si svolge da più di quarant'anni la sagra Castegn, Salamitt e Pincianel (letteralmente "Castagne, Salamini e Piancianello, vino tipico della zona), una delle feste paesane più conosciute della Brianza.

## Storia
Registrato agli atti del 1751 come un villaggio milanese di 295 abitanti insieme alla frazione di Albareda Maggiore, alla proclamazione del Regno d'Italia nel 1805 risultava avere 316 residenti. Nel 1809 un regio decreto di Napoleone determinò la soppressione dell'autonomia municipale per annessione a Missaglia, ma il Comune di Lomaniga fu poi ripristinato con il ritorno degli austriaci. L'abitato crebbe poi discretamente, tanto che nel 1853 risultò essere popolato da 475 anime, salite a 599 nel 1871. L'inizio del XX secolo segnò un periodo di relativa vivacità per la borgata, tanto che nel 1921 si contarono 924 abitanti, ma nel 1928 il comune fu soppresso dal governo fascista che riprese l'antico modello napoleonico e lo unì nuovamente a Missaglia.